# Dendropanax oliganthus
Dendropanax oliganthus är en araliaväxtart som först beskrevs av Albert Charles Smith, och fick sitt nu gällande namn av Albert Charles Smith. Dendropanax oliganthus ingår i släktet Dendropanax och familjen Araliaceae. Inga underarter finns listade.